# 松本正雄 (小矢部市長)
松本 正雄（まつもと まさお、1917年（大正6年）6月1日 - 1986年（昭和61年）10月20日）は、日本の建築家・土木技術者、政治家。郷里である富山県小矢部市の市長を4期14年務めた。市長としては「メルヘン建築」の建設で知られる。

## 生涯
1917年（大正6年）、富山県西礪波郡東蟹谷村平桜（現在の小矢部市平桜）に生まれる。砺波中学校（現在の富山県立砺波高等学校）、第四高等学校を経て、東京帝国大学に進む。
東京帝国大学工学部土木工学科を卒業後、内務省に入省。重要河川の改修工事に携わる。建設省北陸地方建設局長在任中の1969年（昭和44年）には、集中豪雨による富山大橋の橋桁沈下に対応した。同年、建設省を退官。
1972年（昭和47年）、小矢部市長選挙に立候補し当選。公共施設そのものに文化的価値を持たせ、人々に親しまれ愛される地域のシンボルをつくるという構想のもと、公共施設を新築する際に国内外の有名建築を参考にした施設（いわゆる「メルヘン建築」）を建設する施策を進めた。市長の趣味との批判もあった一方、メディアでも取り上げられ、市の知名度アップと観光振興に一役買ったという。
1986年（昭和61年）、市長在任のまま死去。市葬が行われた。

## 備考
- 一級建築士の資格を持っており[5]、「メルヘン建築」の基本設計も手掛けている。小矢部市以外では、母校である砺波高等学校の松鷹会館（砺波市、1979年建設）を手掛けており、パリ大聖堂とルーブル宮殿の外観を取り入れている[6]。
- 生地に近い小矢部インターチェンジ付近（小矢部市平桜）に松本の銅像（顕彰像）が建てられている[2][7]。隣にはニューヨークの自由の女神像を模した「自由の像」がある。